# 1709 w muzyce
Wydarzenia muzyczne w 1709 roku.

## Wydarzenia
- Johann Georg Pisendel opuszcza  Ansbach, gdzie był kapelmistrzem, by pojechać do Lipska, spotykając po drodze Bacha.
- Florentyńczyk Bartolomeo Cristofori (1655-1731) wynalazł fortepian młoteczkowy. Ostateczną formę swemu wynalazkowi nadał jednak dopiero w 1720 roku.
- Jerzy I Hanowerski, jako elektor Hanoweru, nadał Georgowi Friedrichowi Händlowi pensję w wysokości 1000 talarów rocznie.

## Dzieła
- Louis-Antoine Dornel – Livre de simphonies contenant six suites en trio avec une sonate en quatuor
- Michel Pignolet de Montéclair – Cantata: La Mort de Didon
- Giuseppe Torelli – Concerti Grossi Op. 8
- Antonio Vivaldi – Sonata for Violin and Basso Continuo in C Major
- Johann Sebastian Bach – kantata 150: Nach Dir Herr verlanget mich
- Jan Dismas Zelenka – Immisit Dominus pestilentiam

## Dzieła operowe
- Emanuele d'Astorga – Dafne
- Georg Friedrich Händel – Agrippina
- Giuseppe Maria Orlandini – L'odio e l'amore
- Antonio Lotti – Il vincitor generoso, Ama più chi men si crede

## Urodzili się
- 14 kwietnia – Charles Collé, dramaturg i twórca piosenek (zm. 1783)
- 25 października – Georg Gebel młodszy, niemiecki kompozytor, organista i klawesynista (zm. 1753)
- 1 grudnia – Franz Xaver Richter, morawski kompozytor, zaliczany do szkoły mannheimskiej (zm. 1789)

Data dzienna nieznana
- František Benda, czeski kompozytor i skrzypek (zm. 1786)
- Christoph Schaffrath, niemiecki kompozytor, klawesynista i teoretyk muzyki (zm. 1763)

## Zmarli
- 8 lutego – Giuseppe Torelli, włoski altowiolista, skrzypek, pedagog i kompozytor (ur. 1658)
- 17 lipca – Pascal Collasse, francuski kompozytor (ur. 1649)